# Obolon (huyện)
Huyện Obolon (tiếng Ukraina: Оболонський район, chuyển tự: Obolons’kyi raion) là một huyện của tỉnh Thành phố Kiev thuộc Ukraina. Huyện Obolon có diện tích 110 km², dân số theo điều tra dân số ngày 5 tháng 12 năm 2001 là 306.173 người với mật độ 2.783 người/km². Trung tâm huyện nằm ở ?.